# 杜利特爾海崖
杜利特爾海崖（英語：Doolittle Bluff），是南極洲的海崖，位於維多利亞地，處於蘇斯冰川源頭，最高點海拔高度1,835米，以美國物理學家命名，現時由南極條約體系管理。